# Peter Heppner
Peter Heppner (né le 7 septembre 1967 à Hambourg) est un musicien, auteur-compositeur et producteur de musique allemand, connu entre autres pour sa participation au duo de synthpop Wolfsheim. La sortie la plus réussie commercialement de Heppner est le single Die Flut, certifié disque de platine et vendu à plus de 900 000 exemplaires.

## Biographie
Heppner a grandi dans le quartier de Wilhelmsburg à Hambourg. Durant son enfance et son adolescence, il chante dans la chorale de l'église et de l'école. Le futur membre fondateur de Wolfsheim, Pompejo Ricciardi, faisait notamment partie de son cercle d'amis. Il fréquente le même lycée que son futur partenaire de Wolfsheim, Markus Reinhardt. Tous deux n'ont cependant fait plus ample connaissance qu'en suivant le même cours d'art. Heppner visait à l'origine une carrière d'artiste plasticien (sculpteur/peintre) ou d'écrivain et non de musicien professionnel,. La musique n'est en fait qu'un passe-temps jusqu'à ce qu'il obtienne un contrat de disque avec Wolfsheim. Il est père d'une fille (née en 2002/2003),.
En été 2016, Heppner annonce sur sa page Facebook qu'il souffrait depuis l'âge de 16 ans d'une maladie cardiaque, la cardiomyopathie hypertrophique (HOCM). Cette maladie n'est diagnostiquée que deux ans et demi plus tôt, après que Heppner ait été hospitalisé pour une myocardite ; auparavant, on pensait à tort qu'il souffrait d'asthme. Au printemps 2016, il subit une opération pour éliminer l'HOCM, qui se déroule sans complications. Pour expliquer sa décision d'attendre une trentaine d'années avant d'exposer sa maladie au public, Heppner a indiqué qu'il ne voulait pas attirer l'attention par un « bonus de pitié » et comme une sorte de « musicien malade », mais qu'il voulait se faire connaître par son art, sa musique et ses textes.

## Carrière

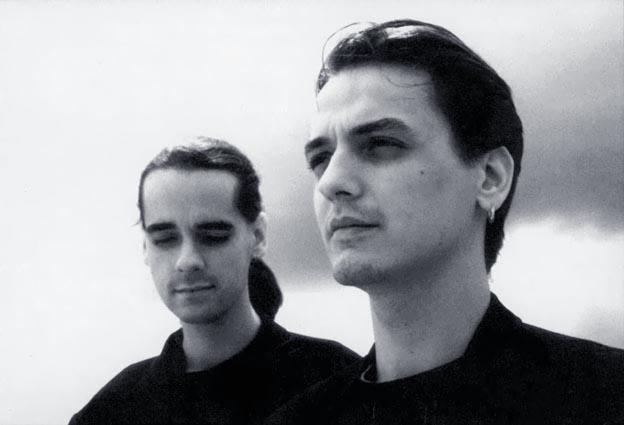
Wolfsheim (Markus Reinhardt et Heppner) (1992).

La carrière de Heppner au sein de Wolfsheim commence en 1987 en tant que remplaçant initial puis successeur reconnu du chanteur Pompejo Ricciardi, qui quitte le groupe. Après le départ d'Oliver Reinhardt la même année, le duo Peter Heppner et Markus Reinhardt se forme. Rapidement, les deux se mettent d'accord : Reinhardt devient responsable de la musique et Heppner des textes. Wolfsheim connait son premier vrai succès avec le maxi-single The Sparrows and the Nightingales, sorti en 1991 et qui devient un hit dans les clubs européens. Après plusieurs albums et tournées, Wolfsheim atteint la deuxième place des charts en 1998 avec son quatrième album studio Spectators. Ce succès est dépassé avec l'album suivant Casting Shadows en 2003, qui se place à la première place des charts allemands des albums. Début 2007, Reinhardt tente d'exclure son collègue de longue date Heppner du projet de groupe commun Wolfsheim et porte plainte à cet effet devant le tribunal de grande instance de Hambourg. La plainte est cependant rejetée, tout comme l'appel devant la cour d'appel compétente. Heppner souligne à plusieurs reprises dans des interviews qu'il était toujours très intéressé par la poursuite de Wolfsheim,,. Depuis, il n'y a plus d'activité de Wolfsheim.
En décembre 2005, Peter Heppner signe son premier contrat solo avec le label discographique Warner Music Group. Après plus de deux ans, il commence à enregistrer son premier album studio en 2007.
Avec Was bleibt?, le troisième album studio de Heppner, sort le 10 août 2018. Was bleibt? est un autre duo avec Witt, que les deux enregistrent à l'occasion du 20e anniversaire de Die Flut. Le 28 septembre 2018, après six ans et demi, deux nouveaux albums de Heppner sortent : Confessions and Doubts et TanzZwang. Confessions and Doubts est un album studio régulier, TanzZwang est un album de remixes, qui comprend également de nouveaux enregistrements. En plus des sorties indépendantes des albums, Confessions and Doubts sort également sous forme de coffret comprenant TanzZwang. Alors que Confessions and Doubts atteint la onzième place dans les charts allemands, TanzZwang ne réussit pas à obtenir une liste indépendante des charts. Avec …und ich tanz (Latches Mix), une deuxième sortie vidéo de TanzZwang sorti le 15 novembre 2018. Le même jour, la sixième tournée solo de Heppner commence avec la tournée Confessions and Doubts, qui l'a emmené avec son groupe live à travers douze villes allemandes et une fois en Suisse en un mois.
Le 17 avril 2019, Heppner publie sa première vidéo de Confessions and Doubts, Unloveable.
Après avoir dû reporter plusieurs fois ses tournées en raison de la pandémie de Covid-19, Heppner entame sa deuxième tournée acoustique du 1er au 14 septembre 2022. Cela l'emmène, lui et son groupe d'accompagnement, à travers neuf villes allemandes en dix soirées. Le TanzZwang Tour débute le même mois. Celui-ci est également reporté à plusieurs reprises en raison de la pandémie de Covid-19, mais le conduit finalement à travers sept villes allemandes entre le 23 septembre et le 5 novembre 2022.

## Discographie

### Albums studio
- 2008 : solo (Warner Bros. Records)
- 2012 : My Heart of Stone (Polydor)
- 2018 : Confessions and Doubts (RCA Records)